# Дендробиум бело-багряный
Дендробиум бело-багряный (лат. Dendrobium albosanguineum) — вид многолетних травянистых растений семейства Орхидные (Orchidaceae).
Вид не имеет устоявшегося русского названия, в русскоязычных источниках чаще используется научное название Dendrobium albosanguineum.

## Таксономические синонимы
По данным Королевских ботанических садов в Кью:
- Callista albosanguinea (Lindl. & Paxton) Kuntze, 1891

## Биологическое описание
Симподиальные вечнозелёные или листопадные растения мелких или средних размеров.
Псевдобульбы булавообразные, до 25 см длиной.
Листья широколанцетные.
Соцветия 2—7 цветковые, образуются на вызревших псевдобульбах, из верхних междоузлий.
Цветки снежно-белые, с двумя сиреневато-красными пятнами на губе, ароматные, долго не увядающие, около 6,5 см, по другим данным 5—9 см в диаметре.

## Ареал, экологические особенности
Встречается на севере Таиланда, в Мьянме. Тайское название — тайск. เอื้องผาเวียง Ueang Pha Wiang
Эпифит в горных лесах на высотах от 300 до 600 метров над уровнем моря. Цветение — февраль—март.
Относится к числу охраняемых видов (II приложение CITES).

## В культуре
Температурная группа — от умеренной до тёплой.
Посадка на блок при наличии высокой относительной влажности воздуха и ежедневного полива. Возможна посадка в горшок или корзинку для эпифитов. Субстрат не должен препятствовать движению воздуха. Состав субстрата — сосновая кора средней и крупной фракции. Полив по мере просыхания субстрата.
Во время вегетации полив обильный. Период покоя с осени по весну. В это время сокращают полив и снижают температуру воздуха.
Освещение: яркое рассеянное.